# Hirekerur
Hirekerur is een panchayatdorp in het district Haveri van de Indiase staat Karnataka. 

## Demografie
Volgens de Indiase volkstelling van 2001 wonen er 15.874 mensen in Hirekerur, waarvan 51% mannelijk en 49% vrouwelijk is. De plaats heeft een alfabetiseringsgraad van 71%. 